# صندلی الکتریکی (فیلم ۱۹۶۹)
صندلی الکتریکی (به ایتالیایی: Sedia elettrica) فیلمی ایتالیایی به سبک جنایی و درام محصول سال ۱۹۶۹ میلادی است.